# Тринкезе, Сальваторе
Сальвато́ре Тринке́зе (итал. Salvatore Trinchese, 1836—1897) — итальянский малаколог.

## Биография
В 1880 году занял кафедру зоологии в Неаполе. Научные труды Тринкезе касаются анатомии, гистологии и эмбриологии преимущественно беспозвоночных животных и систематики и фаунистики мягкотелых. 

## Труды
- «Recherches sur la structure du système nerveux des Mollusques Gastéropodes» («C.-R. Ac. Se. Paris», 1863);
- «Sulla terminazione periferica dei nervi motori nella seria degli animall» (Генуя, 1866);
- «Anatomia e fisiologia della Spurilla neapolitana» («Ac. Se. Ist. Bologna», 1878);
- «I primi momenti dell’evoluzione nei Molluschi» («Mem. R. Acc. Linc.», 1880);
- «Aeolididae e famiglie affini del porto di Genova» (Бол.-Рим, 1877—81);
- «Morfologia delle terminazione nervose motrici periferiche dei Vertebrati» («Rend. Acc. Lincei», 1885).